# Кособукін Юрій Артемович
Ю́рій Арте́мович Кособу́кін (14 травня 1950, Іман, Приморський край, СРСР — 15 січня 2013, Київ) — український художник-карикатурист

## Родина
Дружина — Ніна Василівна Кособукіна, дочка — Тетяна Кособукіна, архітектор, син — Максим Кособукін.

## Біографія
В 1953 році переїхав до Сталінграду. В 1967 закінчив школу. У 1973 році закінчив Харківський авіаційний інститут. Переїхав до Києва. Працював в ОКБ Антонова.
У 1976 — перша публікація в пресі (газета «Комсомольська правда»).
Друкувався в багатьох газетах і журналах в країні і за кордоном («Робітнича газета», «Киевские Ведомости» та ін.). Був постійним карикатуристом журналу «Перець». Учасник конкурсів та колективних виставок.
Довгий час художник співпрацював із виданням «Сьогодні», яке і друкувало видатні його карикатури.
Юрій Кособукін помер увечері 15 січня, в Києві на 63-му році життя, залишивши дружину і двох дітей. Останні роки він дуже хворів.

## Відзнаки
Здобув понад 300 міжнародних нагород, серед яких — більш як 90 гран-прі та перших премій. Персональні виставки мав у Німеччині, Італії, на Кубі, у Польщі, Росії, Туреччині, Франції та Україні.
Занесений до «Книги рекордів Гіннеса» як карикатурист з найбільшою кількістю нагород у міжнародних конкурсах карикатур.